# Abrek (Biblia)
Abrek (hebreo: אַבְרֵך transliterado abrek) es una palabra que aparece en solamente una vez en la Biblia (Génesis 41:43) en la "historia de José". Según el texto, considerado como un relato de tipo sapiencial es la exclamación que el Faraón ordena pronunciar al paso de José, investido como chaty. En la Concordancia de Strong, corresponde al número 86
El significado del término ha sido discutido. La traducción bíblica de Aquila, Orígenes y la Vulgata le dan el sentido de "¡arrodillaos!" Se lo ha derivado del egipcio, tomando en cuenta el copto: abork', "postrarse" en un sentido imperativo, quizás conectado con la forma egipcia brk, que indica "prestar atención". o bien prek, "¡inclinad la cabeza!" Otros autores lo relacionan con el acadio: abrik; visir.'